# Ixora roseituba
Ixora roseituba är en måreväxtart som beskrevs av Cornelis Eliza Bertus Bremekamp. Ixora roseituba ingår i släktet Ixora och familjen måreväxter. Inga underarter finns listade i Catalogue of Life.